# Just for Kicks
Pour plus de détails, voir Fiche technique et Distribution.
Just for Kicks est un film américain réalisé par Sydney J. Bartholomew Jr., sorti en 2003 en direct-to-video.

## Synopsis
L'intrigue concerne la préoccupation des frères jumeaux par rapport au football, qu'ils aiment, mais dont l'équipe joue mal. Lorsque le père des jumeaux, qui est aussi l'entraîneur de leur équipe, doit s'en aller pour un voyage d'affaires, la mère des jumeaux prend la place d'entraîneur jusqu'à ce que leur papa soit de retour. Malheureusement, elle n'est pas aussi douée au football que son mari, et l'équipe de football des jumeaux commence bientôt à se moquer du fait d'avoir une femme comme entraîneur. En réponse, les jumeaux se mettent à trouver un autre entraîneur pour leur équipe de football.
Ils trouvent un mécanicien nommé Rudy, qui les sauvent de se faire écraser par une voiture, et c'est un excellent joueur de football, et qui veut aider leur maman à coacher l'équipe de football. Plus tard il se trouve que "Rudy" est en fait George Patrick Owens, un célèbre joueur de football professionnel de l'Irlande. Avec George qui aide la mère des jumeaux à entraîner l'équipe, eux et leur équipe de foot partent sur la route à un championnat local de football de la ligue (dont ils ne finissent par gagner).

## Distribution
- Cole Sprouse : Cole
- Dylan Sprouse : Dylan
- Tom Arnold : Presscott
- Lori Sebourn : Mandy
- Jenna Gering : Louise
- Bill Dawes : Rudy